# Rebelión del palacio Renyin
La rebelión del palacio Renyin , también conocida como la revuelta de las mujeres de palacio (en chino: 宮女起義), fue un suceso ocurrido durante la dinastía Ming, contra el emperador Jiajing, donde 16 mujeres de palacio intentaron asesinar al emperador. Ocurrió en 1542, el año renyin del calendario sexagesimal tradicional chino, de ahí su nombre.

## Causas
El emperador Jiajing fue apodado el “emperador taoísta”, debido a su devoción por las creencias taoístas, particularmente la alquimia y la adivinación. Un brebaje alquímico para prolongar la vida era "el plomo rojo", una sustancia hecha de la sangre menstrual de vírgenes. Numerosas sirvientas de palacio de 13-14 años eran mantenidas para este propósito, y solo alimentadas con hojas de morera y agua de lluvia. Cualquiera de las doncellas que enfermaba era expulsada de malos modos y podían ser golpeadas severamente por la más mínima ofensa. Se ha sugerido que este tratamiento cruel sería el origen del motín.

## Acontecimientos
En 1542, el emperador se encontraba una noche en la habitación de la Consorte Duan. Un grupo de mujeres de palacio irrumpió, le sujetaron, ligaron una cuerda alrededor de su cuello e intentaron estrangularle. Una de ellas perdió los nervios y corrió a avisar a la emperatriz Fang. La emperatriz desató el nudo con rapidez y llamó a los eunucos de palacio, reanimando entre todos al emperador. Las mujeres de palacio fueron todas arrestadas.

### Participantes
La función de cada una de ellas en el atentado contra la vida del emperador fue juzgada y anotada como sigue:
- Concubina Imperial Ning (宁嫔王氏), líder del complot
- Consorte Duan, la agresión sucedió en sus aposentos
- Chen Juhua (陈菊花), personalmente implicada en el estrangulamiento del emperador
- Deng Jinxiang (邓金香), conspiró para asesinar al emperador
- Guan Meixiu (关梅秀), personalmente implicada en el estrangulamiento del emperador
- Huang Yulian (黄玉莲), conspiró para asesinar al emperador
- Liu Miaolian (刘妙莲), personalmente implicada en estrangulamiento del emperador
- Su Zhouyao (苏川药), personalmente implicada en estrangulamiento del emperador
- Wang Xiulan (王秀兰), personalmente implicada en el estrangulamiento del emperador
- Xing Cuilian (邢翠莲), personalmente implicada en el estrangulamiento del emperador
- Xu Qiuhua (徐秋花), conspiró para asesinar al emperador
- Yang Cuiying (杨翠英), personalmente implicada en el estrangulamiento del emperador
- Yang Jinying (杨金英), personalmente implicada en el estrangulamiento del emperador
- Yang Yuxiang (杨玉香), personalmente implicada en el estrangulamiento del emperador
- Yao Shucui (姚淑翠), personalmente implicada en el estrangulamiento del emperador
- Zhang Chunjing (张春景), conspiró para asesinar al emperador
- Zhang Jinlian (张金莲), informó del intento de asesinato a la emperatriz Fang

## Consecuencias
Después del ataque, el emperador Jiajing permaneció varios días inconsciente, así que fue la emperatriz Fang la encargada de castigar a las mujeres de palacio. Ordenó que todas ellas, incluyendo Zhang Jinlian, quién había avisado del ataque, fueran sometidas a la muerte por mil cortes. A pesar de que la Consorte Duan no había intervenido, la emperatriz decidió que debía estar implicada en el complot y la sentenció a muerte también. Los cuerpos mutilados de las mujeres de palacio, la Concubina Imperial Ning, y la Consorte Duan fueron mostrados públicamente. Diez familiares de las jóvenes fueron decapitados, mientras otros veinte eran esclavizados y entregados como esclavos a los ministros.

## Posteriormente
A pesar de que el emperador Jiajing había sido salvado por ella, se molestó con la Emperatriz Fang por haber ejecutado a su concubina favorita, la Consorte Duan. Él estaba seguro de que la Consorte Duan era inocente y en 1547, cuando un fuego se desató en palacio, rechazó que la emperatriz fuera rescatada y ella pereció entre las llamas.
Después de la revuelta, el emperador Jiajing continuó tomando el 'plomo rojo'. Sin embargo, se volvió más restrictivo sobre las chicas que debían introducirse en palacio. En 1547, 300 jóvenes entre las edades de 11 y 14 años fueron seleccionadas como nuevas mujeres de palacio. En 1552, 200 chicas fueron seleccionadas para servir en palacio, pero el límite de edad se había reducido a ocho años. Tres años más tarde, en 1555, 150 niñas menores de ocho años fueron introducidas en palacio para ser utilizadas más tarde para hacer la medicina del emperador.